# 张昭敏
张昭敏（?—?），五代十国时北汉大臣，北汉睿宗时同平章事。
张昭敏为人耿直敢言，不畏强暴。张昭敏在北汉睿宗时官至平章中书事。少帝刘继恩遇害，朝臣各自议定新立皇帝的人选。张昭敏说：“少主不是刘氏宗室，所以天位不永。现在应该立刘氏来抚慰天下人心。刘继文久在契丹，又是世祖皇帝嫡孙，如果迎立他，外可结邻国之援，内可固宗社之本，立主没有超过继文的人。”当时郭无为害怕刘继文发现他的阴谋，一定立刘继恩的同母异父弟弟劉繼元来表示拥立之恩。不久，张昭敏被杀。